# Microgale soricoides
Microgale soricoides är en däggdjursart som beskrevs av Jenkins 1993. Microgale soricoides ingår i släktet långsvanstanrekar, och familjen tanrekar. IUCN kategoriserar arten globalt som livskraftig. Inga underarter finns listade i Catalogue of Life.
Arten förekommer på östra Madagaskar. Den vistas i regioner som ligger 750 till 1990 meter över havet. Habitatet utgörs av fuktiga skogar som delvis bildas av hårdbladsväxter.